# میلفیلد
میلفیلد (به انگلیسی: Milfield) یک روستا و محله مدنی در بریتانیا است که در نورث‌آمبرلند واقع شده‌است. میلفیلد ۳۱۵ نفر جمعیت دارد.